# 8丁目-ニューヨーク大学駅
8丁目-ニューヨーク大学駅（8ちょうめ-ニューヨークだいがくえき、英: 8th Street–New York University）はニューヨーク市地下鉄BMTブロードウェイ線の駅である。マンハッタン区グリニッジ・ヴィレッジの西8番街とブロードウェイの交差点に位置し、N系統が週末と深夜のみ、Q系統が深夜のみ、R系統が深夜を除く終日、W系統が平日のみ停車する。また、駅名の通りニューヨーク大学がすぐ近くにあり、駅から8番街を西へ1ブロック進み更にマーサー通りを南へ2ブロック進むとそこがニューヨーク大学である。駅名が長いため略して8丁目-NYU駅 (8th Street–NYU) とも呼ばれる。

## 駅構造
| G          | 地上階                         | 出入口 |
| P ホーム階 | 相対式ホーム、右側の扉が開く。 | 相対式ホーム、右側の扉が開く。 |
| P ホーム階 | 南行緩行線                     | ← 深夜帯・休日：シー・ビーチ線経由コニー・アイランド駅行き（プリンス・ストリート駅） ← 深夜帯：ブライトン線経由コニー・アイランド駅行き（プリンス・ストリート駅） ← ベイ・リッジ-95丁目駅行き（プリンス・ストリート駅） ← 平日：ホワイトホール・ストリート駅行き（プリンス・ストリート駅）         |
| P ホーム階 | 南行急行線                     | ← 平日：通過 ← 深夜帯以外：通過 |
| P ホーム階 | 北行急行線                     | → 平日：通過 → → 深夜帯以外：通過 → |
| P ホーム階 | 北行緩行線                     | → 深夜帯・休日：アストリア-ディトマース・ブールバード駅行き（14丁目-ユニオン・スクエア駅）→ 深夜帯：96丁目駅行き（14丁目-ユニオン・スクエア駅）→ フォレスト・ヒルズ-71番街駅行き（14丁目-ユニオン・スクエア駅）→ 平日：アストリア-ディトマース・ブールバード駅行き（14丁目-ユニオン・スクエア駅）→ |
| P ホーム階 | 相対式ホーム、右側の扉が開く。 | |

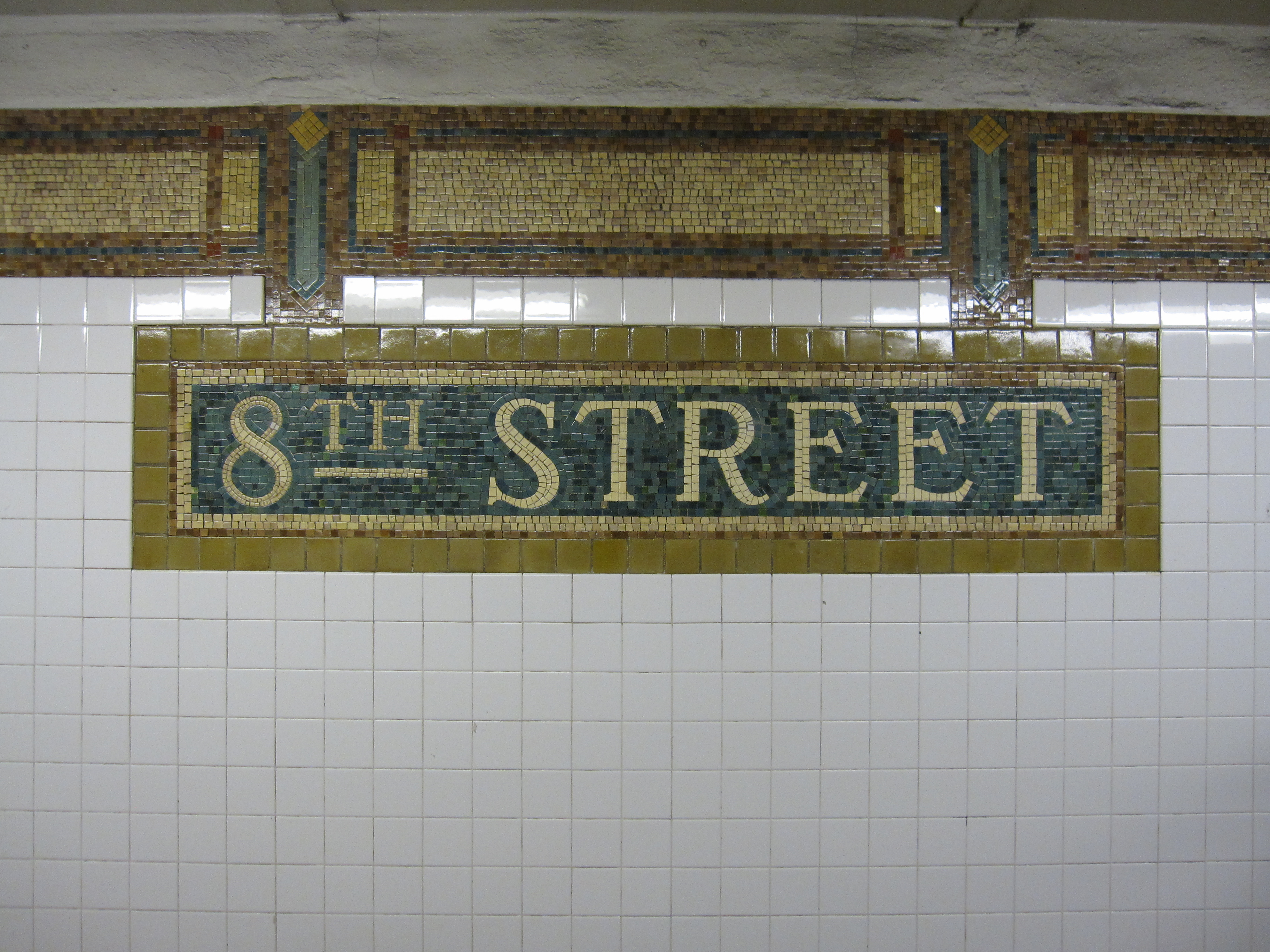
モザイクを用いた駅名標

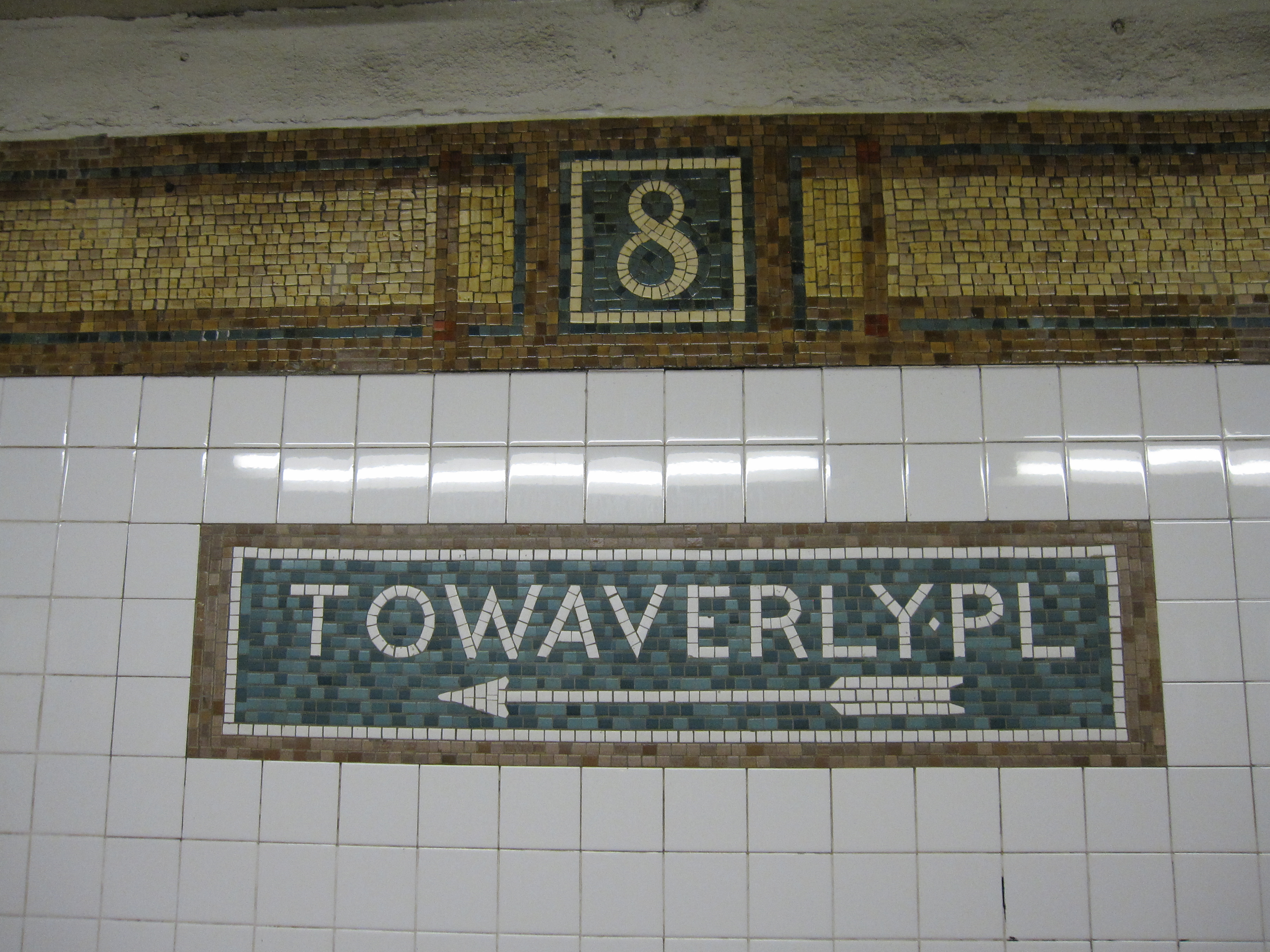
モザイクを用いた出口の方向を示す看板

この駅は1917年9月4日のBMTブロードウェイ線のキャナル・ストリート駅 - 14丁目-ユニオン・スクエア駅間の延伸開業と共に緩行線2線と急行線2線、相対式ホーム2面を有した2面4線の地下駅として開業した。中央の急行線にはホームが無く平日にN系統が、深夜を除く終日Q系統が通過している。
駅は2度改装を行っており、1度目は1960年代後半に行われホーム有効長を10両に延長したほか壁面タイルや案内看板を新しい物に取り替え、白熱灯は蛍光灯に置き換えられた。2001年には2度目の改装が行われ、床面タイルの張り替えや老朽化した階段の修復、開業当初の壁面タイリングの復元、ADAへの準拠による黄色い転落防止タイルの設置、標識の更新などが行われた。ただし、エレベーターの設置は行われていない。
ホーム壁面には2005年にティム・スネルにより製作された『Broadway Diary』というアートワークが飾られている。

### 出入口
各ホームの中央と南端に改札を1か所ずつ設け、ホーム間連絡通路は設置されていない。主要な改札口はホーム中央のブロードウェイと西8番街の交差点にある物で、北行ホーム側からは同交差点東側に、南行ホーム側からは同交差点西側に出ることができる。
ホーム南端側の改札口はホーム階から少し上がった部分にあり、退場専用の回転式改札機と入退場両用の回転式改札機がある。北行ホーム側からはブロードウェイとウェイバリー・プレイスの交差点東側に、南行ホーム側からは同交差点西側に出ることができる。
- 階段1つ、ブロードウェイと西8番街の交差点北東、北行ホーム接続[3]。
- 階段2つ、ブロードウェイと西8番街の交差点北西、南行ホーム接続[3]。
- 階段1つ、ブロードウェイと西8番街の交差点南東、北行ホーム接続[3]。
- 階段2つ、ブロードウェイと西8番街の交差点南西、南行ホーム接続[3]。
- 階段1つ、ブロードウェイとウェイバリー・プレイスの交差点北東、北行ホーム接続[3]。
- 階段1つ、ブロードウェイとウェイバリー・プレイスの交差点北西、南行ホーム接続[3]。

## 外部リンク

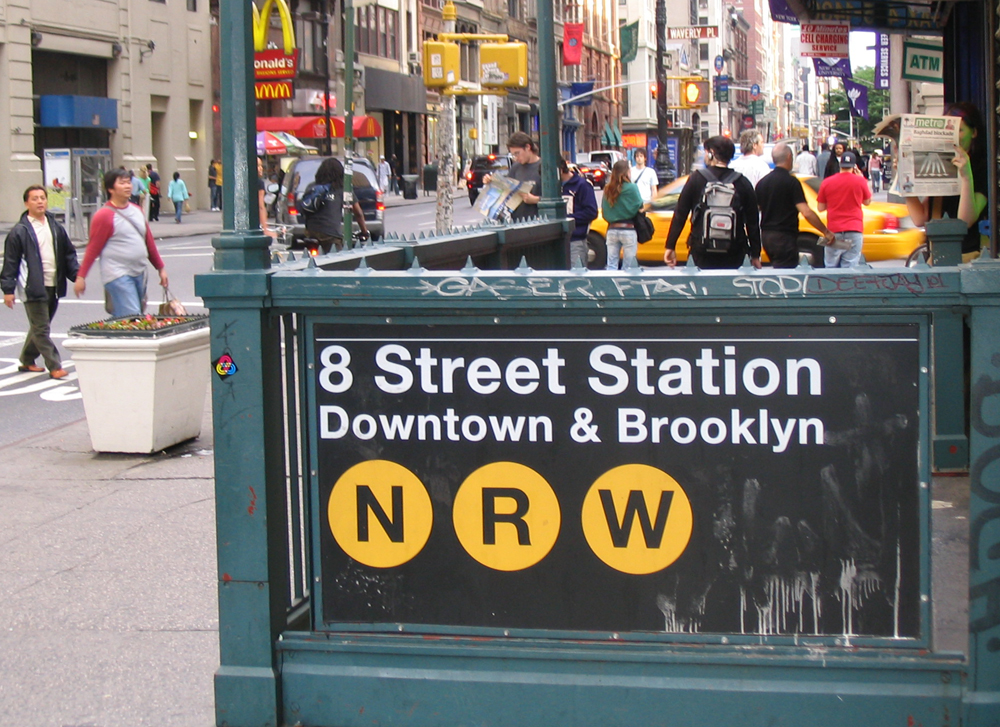
出入口